# Georg Allin Wilkenschildt
Georg Allin Wilkenschildt (1918 i København – 1996 sammesteds) var en dansk kgl. kapelmusikus, basunist og komponist.

## Familiebaggrund
Georg Allin Wilkenschildt stammer på moderens side fra den svenske musikerslægt Allin som slog sig ned i Danmark i første halvdel af 1800-tallet. Oldefaren J.F. Allin spillede kontrabas i H.C. Lumbyes orkester i Tivoli. Slægten omfatter videre domorganist Arthur Allin i Århus og de kongelige kapelmusici Otto og Georg Allin, der  medvirkede som 1. og 2. paukespiller ved uropførelsen af Carl Nielsens Symfoni nr. 4 Det uudslukkelige. Et andet kendt familiemedlem er forfatteren og journalisten Merethe Wilkenschildt. Klarinettisten og komponisten, professor Poul Allin Erichsen er også i familie med Georg Allin Wikenschildt, operasangerinden Hanna Allin ligeså.

## Uddannelse
Georg Allin Wilkenschildt fik sin højere musikuddannelse ved Det Kgl. Danske Musikkonservatorium hvor han han studered basun med kongelig kapelmusikus Anton Hansen. Han spillede også klaver og begyndte tidligt at komponere for sit hovedinstrument basun. Hans 24 solostykker i samtlige tonearter blev publiseret i Anton Hansens basunskole da denne blev udgivet i 2. oplag med Palmer Traulsen som faglig ansvarlig.

## Virke
Wilkenschildt blev i 1942 ansat som basunist i Det Kongelige Kapel hvor han virkede til 1976 da han gik på pension. Det meste af tjenestetiden var han 2. solobasunist med den legendariske Palmer Traulsen som kollega og førstemand i gruppen. Traulsen og Wilkenschildt var uadskillelige som kolleger og kammerater. De to spillede blandt andet på de historiske bronzelure og gjorde flere radio- og grammofonoptagelser. De medvirkede også ved en historisk optagelse af Igor Stravinskys oktet med komponisten som dirigent.

## Kompositioner
De fleste af Wilkenschildts kompositioner er skrevet for hans eget hovedinstrument og spilles fortsat af basunister fra hele verden. Mange er trykt, mens andre fortsat befinder sig i manuskript.